# Exclusivisme religieux

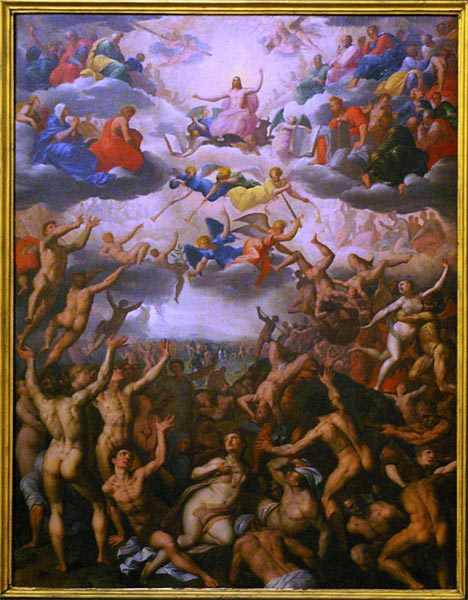
Jugement dernier, une peinture de Jacob de Backer, ca. 1580 : Les croyants montent au ciel tandis que ceux qui rejettent la foi sont condamnés à l'Enfer.

L'exclusivisme religieux est une doctrine selon laquelle une seule religion ou un seul système de croyance est vrai. Il s'oppose, notamment, au pluralisme religieux, qui considère que toutes les religions apportent des réponses valables à l'existence de Dieu.

## Judaïsme
Le judaïsme croit que le Dieu d'Abraham est le seul vrai Dieu. Selon cette religion, le Dieu d'Abraham a conclu une alliance avec les anciens Israélites, les marquant comme son peuple élu, leur donnant pour mission de répandre le concept de monothéisme. Les Juifs ne considèrent pas leur élection comme une marque de supériorité sur les autres nations, mais comme une responsabilité.

## Christianisme
Selon le pluralisme religieux poussé à son extrême, toutes les religions sont également vraies, ou encore une religion peut être vraie pour certains et une autre pour d'autres.  
Deux confessions chrétiennes, l'Église catholique et l'Église orthodoxe, affirment toutes deux être la « seule véritable Église ». Le protestantisme, qui comprend de nombreuses dénominations, n'a pas de doctrine unique à cet égard et adopte différentes approches du pluralisme religieux. Les anglicans de l'église anglo-catholique, épousent une version de la théorie des branches qui enseigne que la véritable Église chrétienne comprend les branches anglicane, orthodoxe, vieille-catholique, luthérienne scandinave et catholique.
Plusieurs dénominations chrétiennes affirment qu'elles seules représentent la seule véritable Église - l'Église à laquelle Jésus a donné son autorité dans la Grande Mission. L'Église catholique, l'Église orthodoxe, la communion des trois conciles et l'Église assyrienne d'Orient se considèrent chacune comme la seule et unique Église originelle. La prétention au titre de "l'unique vraie église" se rapporte à la première des quatre notes de l'Église mentionnée dans le Symbole de Nicée : "une, sainte, catholique et apostolique". Le concept de schisme est différente de celle d'hérésie. Par exemple, l'Église catholique considère l'Église orthodoxe comme schismatique tandis l'Église orthodoxe considère l'Église catholique comme hérétique. La position catholique sur le sujet est claire, alors que celle de l'Église orthodoxe l'est moins. Les orthodoxes contestent des notions telles celles du Purgatoire, de l'expiation par substitution (en) et la primauté pontificale.

## Islam
Les musulmans croient que l'islam est la foi originelle et primordiale, ou Fitra, qui a été révélée à Mahomet. Les musulmans soutiennent que les messages et révélations précédents ont été partiellement modifiés ou corrompus au fil du temps et considèrent le Coran comme la révélation inaltérée et finale d'Allah. Les concepts et pratiques religieux comprennent les cinq piliers de l'islam, qui sont des concepts de base et des actes de culte obligatoires, et le respect de la loi islamique, qui touche pratiquement tous les aspects de la vie et de la société, englobant tout, de la banque et du bien-être à la guerre et à l'environnement.
L'islam a commencé son histoire avec une attitude exclusiviste envers les religions polythéistes, mais une attitude inclusive envers les monothéistes, y compris les chrétiens et les juifs. Les croyants en l'unicité de Dieu ont reçu le statut de dhimmi, leur conférant certains droits, notamment le droit de pratiquer ouvertement leur religion et de ne pas être contraints d'accepter l'islam.
Dans la pratique, cependant, ni l'inclusion des juifs et des chrétiens ni l'exclusivisme militant envers les « païens » n'ont toujours été pratiqués. Les chrétiens étaient accusés d'idolâtrie à cause de leur vénération des icônes et étaient aussi parfois traités de polythéistes à cause des doctrines de la Trinité et de l'Incarnation. Les juifs s'en sortaient généralement mieux que les chrétiens sous la domination islamique[réf. nécessaire].
L'attitude fondamentale de l'islam envers les autres religions reste inchangée aujourd'hui, et certaines nations islamiques, comme l'Arabie saoudite et l'Iran, sont plus exclusivistes envers d'autres religions que d'autres, comme l'Indonésie et l'Égypte.